# Бригадировка (Балаклейский район)
Бригади́ровка (укр. Бригадирівка), село, Бригадировский сельский совет, Балаклейский район, Харьковская область.

## Географическое положение
Территория села разделена на две части. Рядом протекают реки Волосская Балаклейка и Желобок. Около села находится курган Могила-Царькова (высота составляет 5 м).

## История
Поселение впервые упоминается в письменных источниках в 1783 году.
Являлось казённым селом Волохоярской волости Змиевского уезда Харьковской губернии Российской империи.
Во время Великой Отечественной войны село находилось под немецкой оккупацией.
В 1966 году численность населения составляла 1615 человек, здесь действовали два колхоза мясо-молочного и зернового направлений («Перемога» и колхоз имени Кирова), имевшие на балансе 6496 га земли, а также восьмилетняя школа, библиотека, колхозный радиоузел, сельский клуб и колхозный клуб.
Население по переписи 2001 г. составляло 994 (485/509 м/ж) человека.

## Транспорт
Рядом проходит шоссе E 40.